# 南雅加达行政市

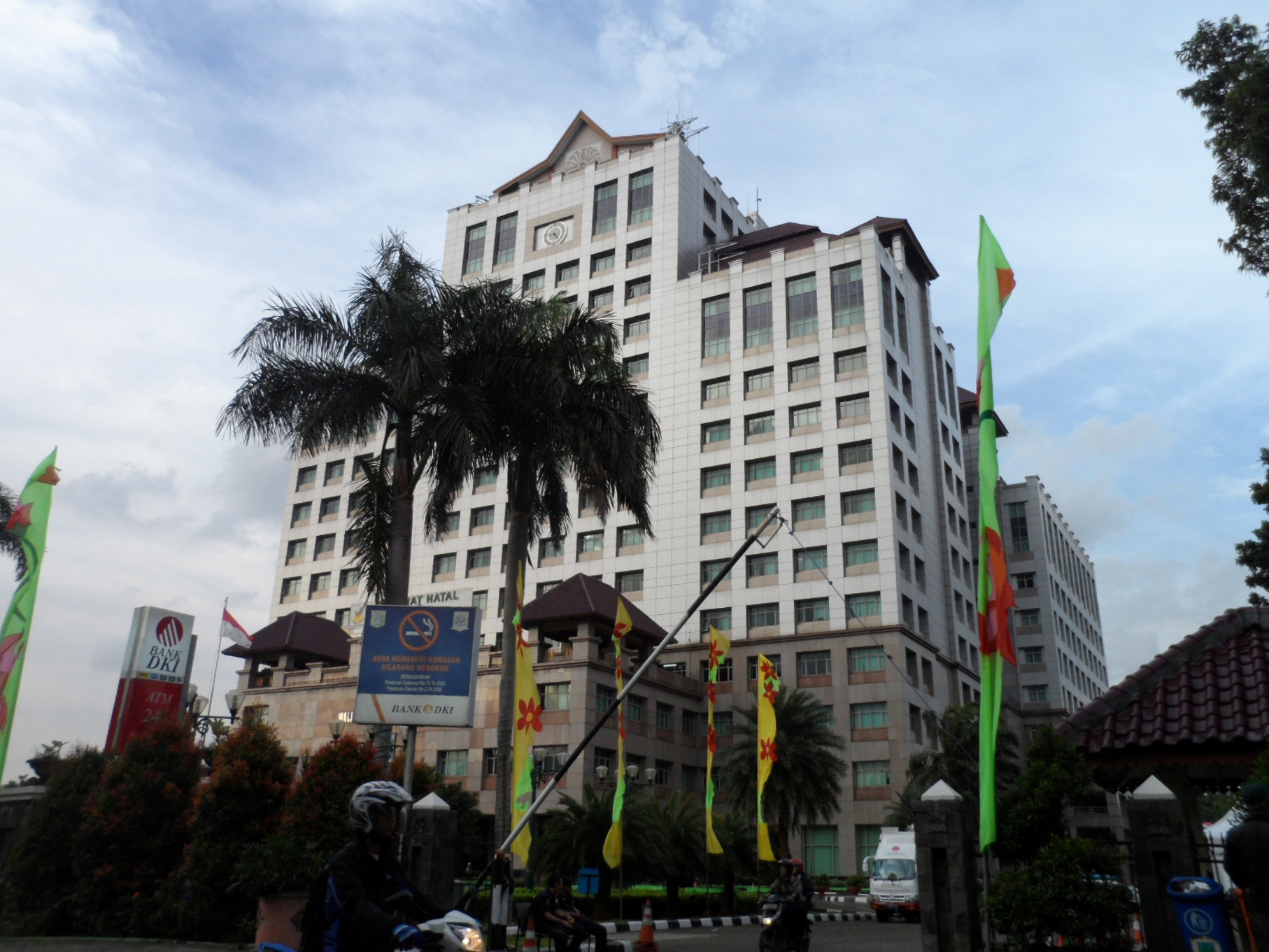
南雅加达市政厅

南雅加达行政市，当地华人常称之为雅加达南区或雅京南区，是印度尼西亚雅加达特区下属五个行政市之一，辖区位于雅加达特区的西南部，2010年统计共有2,057,080人，是雅加达人口第三多的行政市。行政中心位于新峇油兰镇。
南雅加达行政市东接东雅加达行政市，南邻西爪哇省的德波市，西靠万丹省的丹格朗市，北依西雅加达行政市。
雅加达地铁南北线的起点位于南雅加达的布陸斯谷（Lebak Bulus），2017年8月开始安装轨道，至2019年3月通車。
2017年6月30日，“伊斯兰国”组织的两名追随者在南雅加达的一座清真寺内袭击两名警察，劝降无效后被击毙。2017年7月4日，一名不明身份男子把“伊斯兰国”（ISIS）的旗帜挂在南雅加达旧巴油兰镇警察局外侧围栏上，并扬言要将雅加达变成像菲律宾南部城市马拉维一样的战场。

## 行政区划

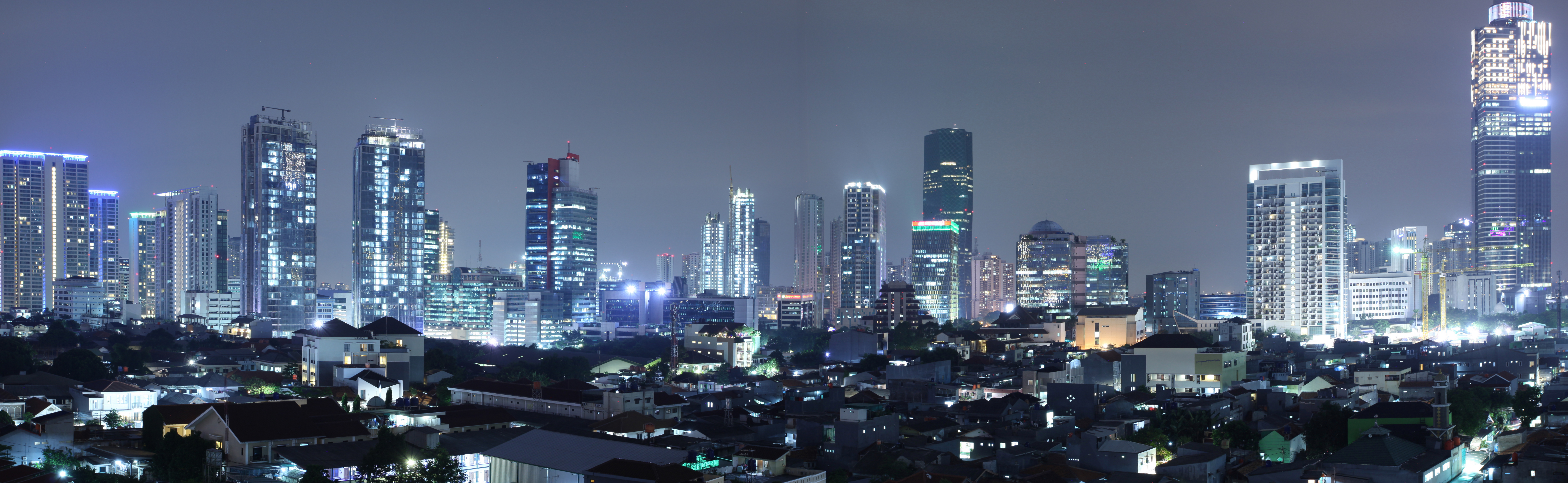
南雅加达拉苏娜沙伊路（Jalan Rasuna Said）的商业区

南雅加达行政市下辖10个镇（Kecamatan）：
- 新峇油兰镇（英语：Kebayoran Baru）
- 旧峇油兰镇（英语：Kebayoran Lama）
- 贝桑加拉罕镇（英语：Pesanggrahan）
- 芝兰达镇（英语：Cilandak）
- 巴剎明古镇（英语：Pasar Minggu）
- 查卡加尔沙区（英语：Jagakarsa）
- 芒邦帕拉巴丹区（英语：Mampang Prapatan）
- 班芝兰镇
- 德柏特镇（英语：Tebet, South Jakarta）
- 瑟迪亚布迪镇（英语：Setiabudi）

## 资料来源
1. 1 2 3   (PDF). www.kemendagri.go.id. MENTERI DALAM NEGERI REPUBLIK INDONESIA.   [2017-08-04]. （原始内容 (PDF)存档于2016-11-19）.
2. ↑   [雅加达首都特区南雅加达市行政区划图] (地图). 1:65,000. DesignMap. 2013. （原始内容存档于2017-11-10） （印度尼西亚语）.
3. ↑  . 印度尼西亚商报. 雅加达点滴新闻网. 2017-08-06  [2017-11-09]. （原始内容存档于2017-11-10）.
4. ↑  . 印度尼西亚商报. 雅加达安达拉新闻网. 2017-07-03  [2017-11-09]. （原始内容存档于2017-11-10）.
5. ↑  . 印度尼西亚商报. 中国新闻网. 2017-0-04  [2017-11-09]. （原始内容存档于2017-11-10）.